# Мутовин, Олег Евгеньевич
Олег Евгеньевич Мутовин (род. 4 октября 1965, Петропавловск-Камчатский) — российский лётчик-испытатель, Герой Российской Федерации (2008), полковник запаса.

## Биография
Олег Мутовин родился 4 октября 1965 года в Петропавловске-Камчатском. Детство провел в поселках Палана и Пионерский (Камчатский край). Окончил среднюю школу № 7 города Елизово.
В 1982—1986 годах О. Е. Мутовин учился в Качинском высшем военном авиационном училище лётчиков. Прошёл путь от лётчика до заместителя командира авиационной истребительной эскадрильи в частях ПВО и ВВС Дальнего Востока. В 1995 году поступил в Военно-воздушную инженерную академию имени Жуковского на отделение подготовки лётчиков-инженеров-исследователей. На втором курсе без отрыва от учёбы сдал вступительные экзамены Центр подготовки летчиков-испытателей (ЦПЛИ) Государственного лётно-испытательного центра Министерства обороны РФ им. В. П. Чкалова. В 1998 году экстерном с отличием окончил академию имени Жуковского, в 1999 году — ЦПЛИ ГЛИЦ. Служил старшим лётчиком-испытателем службы лётных испытаний Лётно-испытательного центра ГЛИЦ.
Мутовин внёс вклад в развитие современных авиакомплексов в области лётной оценки систем управления самолётов, применения в бою средств поражения, аэродинамических свойств самолётов, эргономики, индикации и логики работы их оборудования. Он допущен к испытательным полётам всех степеней сложности, служил в должности старшего лётчика-испытателя — старшего инспектора отдела Государственного лётно-испытательного центра Министерства обороны имени В. П. Чкалова.
Испытывал авиационные комплексы семейства «Су» и «МиГ», такие как Су-30МКК, Су-27СМ, МиГ-29СМТ, МиГ-31БМ и другие. С 2001 года специализировался на испытаниях самолетов палубного базирования. В 2004—2005 годах в качестве ведущего летчика от Министерства обороны выполнял полеты по программе летно-конструкторских испытаний опытного корабельного самолёта «Cу-27КУБ» на комплексе «Нитка» и с палубы тяжёлого авианесущего крейсера «Адмирал Кузнецов».
В 2007 году в период подготовки крейсера к первому за 12 лет походу в Средиземное море вместе с Олегом Спичкой на самолетах Су-33 и Су-25УТГ провели испытания аэрофинишёров корабля после восстановительного ремонта. В период боевой службы выполнял полёты с палубы корабля в целях оценки характеристик модернизированного оборудования самолётов в условиях дальнего морского похода. Участвовал в подготовке и поддержании навыков летного состава палубной авиации ВМФ России. Совместно с О. Л. Спичкой внес вклад в становление российского авиатренажеростроения, проводил доводку и приемку авиационных тренажеров нового поколения, созданных ЦНТУ «Динамика».
В 2012—2013 в качестве ведущего лётчика Минобороны провёл Государственные испытания авиационно-технического комплекса корабля проекта 1143.0 Викрамадитья для Республики Индия и испытания многофункционального истребителя МиГ-29К/КУБ на этом корабле.
В настоящее время Мутовин — лётчик-испытатель ОКБ имени Яковлева. Имеет общий налёт более 2500 часов, освоил более тридцати типов самолётов.
Живет в городе Раменское Московской области.

## Награды и звания
- Герой Российской Федерации, за «мужество и героизм, проявленные при испытании новой авиационной техники» (указ Президента Российской Федерации от 26 мая 2008 года № 837, медаль «Золотая Звезда» за № 915)[3][5]
- Орден «За военные заслуги» (Россия), медали[3]
- Лётчик-испытатель 1-го класса[3]